# Lenyeletse Seretse
Lenyeletse Seretse (né le 25 juin 1920 et mort le 3 janvier 1983) est un syndicaliste et homme politique botswanais. Seretse est vice-président de 1980 à 1983.

## Biographie
Seretse s'implique dans le mouvement d'indépendance du Bechuanaland (nom que portait le Botswana pendant la domination britannique). Il fait partie du Bamangwato National Congress qui soutient Seretse Khama, alors en résidence surveillée à Londres. Seretse Khama et Lenyeletse Seretse sont cousins.
En 1959, Seretse fonde le Bechuanaland Protectorate Union, un syndicat du Bechuanaland.
À la mort du président Seretse Khama en juillet 1980, une élection présidentielle a lieu. Elle est remportée par le ticket composé de Ketumile Masire, ancien vice-président de Khama et de Seretse. Seretse est choisi par Masire pour équilibrer le ticket présidentiel et satisfaire les BaTswana du Nord, qui craignent une domination des Bamangwatos. Seretse meurt le 3 janvier 1983, il est remplacé au poste de vice-président par Peter Mmusi.